# جون بلير (لاعب اتحاد الرغبي)
جون بلير (بالإنجليزية: John Blair)‏ هو لاعب اتحاد الرغبي نيوزيلندي، ولد في 1871 في وانجانوي في نيوزيلندا، وتوفي في 12 أبريل 1911.